# Моя улюблена Страшко
«Моя улюблена Страшко» — український телесеріал 2021 року, знятий кінокомпанією «Кінороб» на замовлення телеканалу «1+1». Серіал є українською адаптацією колумбійської теленовели «Yo soy Betty, la fea» (укр. «Я — негарна Бетті»).
Жанр — драмеді.
Українська адаптація покаже реалії та виклики сучасного життя українців у великому місті. Реліз першого сезону відбувся 30 серпня 2021 року на телеканалі «1+1».

## Назва
У серпні 2021 року український перекладач Олекса Негребецький розкритикував назву серіалу, оскільки у назві серіалу є помилка, адже, як зазначив Негребецький «в українській мові слово „улюблений“ варто вживати не щодо людей, а у контексті речей, явищ, роду заняття. Наприклад, улюблена книжка, улюблений письменник, колір, улюблені місця. До людини варто вживати слово „любий“, „коханий“, „милий“».

## Сюжет
Головна героїня знаходить роботу у престижній косметичній компанії Bon Visage. Її беруть на посаду асистента директора. У чужому для себе світі красивих та забезпечених людей вона намагається побороти свої комплекси та довести оточенню, що риси, які варто насамперед цінувати в людині — це розум, працьовитість, старанність, душевність, а приваблива зовнішність і модний одяг — це не головне. Всіх довкола бісить її вигляд і ніхто не зауважує, що дівчина виховала в собі неабиякий характер. З часом її бос Максим Бондаренко починає бачити в Насті щось більше, ніж просто «сіру мишку». Але справи в Bon Visage йдуть не дуже добре. Андрій, друг директора і його заступник по справах комунікацій, сумнівається у вірності Насті та пропонує зіграти роман з некрасивою помічницею задля порятунку компанії. В день народження Bon Visage, Настя змінює зовнішній вигляд, але вона підслухала розмову з Яніною про те що вона була потрібна в корисливій справі та про те що вона «Страшко».
Георгій став новим гендиректором, а акції Макса перейшли до нього.
Настя звільнилася. Далі буде!!!

## Проблематика
У серіалі «Моя улюблена Страшко» йдеться про важливі речі — це мобінг, сексизм, об'єктивація жіночого тіла та неможливість підлаштуватися під очікування інших людей. Показана тематика «нормального мужика», яку розкриває (не своїм прикладом) охоронець Дмитро. Частково показана тематика гомосексуальності та трансгендерності (не у світлі висміювання, як це поширено в Україні). Розкрито багато інших людських рис: підлабузництво, зверхність, зухвалість, безвідповідальність, марнославство та інші. Ми побачимо сучасних містян, яких виховали соцмережі, тренди та гроші. Героїня спробує змінити гру, щойно отримає таку можливість.
Чи зрозуміє її бос, що світ нарешті керується іншими правилами?

## У ролях
У телесеріалі взяли участь наступні актори:

| Актор                 | Роль                                                                                                 |
| --------------------- | --- |
| Ірина Поплавська      | Анастасія Глушко (головна героїня, помічниця генерального директора косметичної компанії Bon Visage) |
| Олександр Соколов     | Максим Валерійович Бондаренко (генеральний директор Bon Visage)                                      |
| Дар'я Баріхашвілі     | Яніна Гордієнко (директорка Bon Visage із продажів, наречена Максима)                                |
| Артур Логай           | Андрій Вадимович (директор Bon Visage із комунікацій, друг Максима)                                  |
| Тетяна Малкова        | Ольга Кравець (секретарка генерального директора Bon Visage, подруга Яніни)                          |
| Костянтин Октябрський | Георгій Гордієнко (член ради директорів Bon Visage, брат Яніни)                                      |
| Сергій Кияшко         | Мирослав Бреславський (креативний директор Bon Visage)                                               |
| Юрій Висоцький        | Євген Борисович (дідусь Анастасії)                                                                   |
| Галина Корнєєва       | Марія (бабуся Анастасії)                                                                             |
| Володимир Скорик      | Микола Скиба (друг дитинства Анастасії)                                                              |
| Олександр Третьяченко | Валерій Бондаренко (голова ради директорів Bon Visage, батько Максима)                               |
| Тамара Морозова       | Маргарита Бондаренко (мати Максима)                                                                  |
| Ася Біла              | Рада Дем'яненко (секретарка керівниці відділу продажів Bon Visage Яніни Гордієнко)                   |
| Катерина Вишнева      | Галина (бухгалтерка)                                                                                 |
| Лючія Кургінян        | Жанна Деркач (заступниця головного бухгалтера)                                                       |
| Олена Олейнікова      | Марина Гапоненко (ресепшионістка)                                                                    |
| Лариса Трояновська    | Любов Сергіївна Коваленко (помічниця креативного директор Bon Visage Мирослава Бреславського)        |
| Катерина Кістень      | Євгенія Євгеніївна Леоненко (директорка Bon Visage із наукових розробок)                             |
| Олександр Божко       | Іван (кур'єр)                                                                                        |
| Володимир Кравчук     | Дмитро (охоронець)                                                                                   |
| Артем Вовк            | Петро (охоронець)                                                                                    |
| Карен Варданян        | Костянтин (фотограф, хлопець креативного директора Bon Visage Мирослава Бреславського)               |
| Руслан Коваль         | (член ради директорів Bon Visage)                                                                    |
| Володимир Ющенко      | Остап (член ради директорів Bon Visage)                                                              |
| Юрій Кухаренко        | Степан (колишній чоловік бухгалтерки Галини)                                                         |
| Артем Чопенко         | Сергій (бармен у їдальні Bon Visage)                                                                 |
| Андрій Альохін        | TBA                                                                                                  |
| Римма Зюбіна          | Вероніка Веронська (коучиня-мотиваторка)                                                             |
| Анна Трінчер          | Леся Бойко (блогерка)                                                                                |
| Анастасія Олександрук | (телеведуча)                                                                                         |
| Аліна Чех             | Христина? Хмельницька (модель)                                                                       |
| Олександр Ярема       | Арсеній Веніамінович (збирач сміття)                                                                 |
| Микола Кий            | (безхатько)                                                                                          |
| Олексій Чугаєв        | Сергій (хлопчик-привид)                                                                              |
| Марійка Аглоткова     | Софія? чи Соня? (еко-активістка)                                                                     |
| Михайло Ганев         | (еко-активіст)                                                                                       |
| Олена Оларь           | Альона (коханка Степана)                                                                             |
|                       | Валентин (адвокат)                                                                                   |
|                       | Іван Федорович (судовий виконавець)                                                                  |
|                       | (найнятий HR-менеджер (у 37 серії))                                                                  |

## Виробництво

### Зйомки
Зйомки серіалу розпочалися в січні 2021 року. Завершилися у вересні 2021 року

### Саундтрек
Саундтреком серіалу стали пісні гурту KAZKA «Красива серцем» та «Цілувати тебе».

## Перелік сезонів
| Сезон | Сезон | Епізоди | Оригінальні покази | Оригінальні покази |
| Сезон | Сезон | Епізоди | Прем'єра           | Фінал              |
| ----- | ----- | ------- | ------------------ | ------------------ |
|       | 1     | 48      | 30 серпня 2021     | 27 жовтня 2021     |
|       | 2     |         |                    |                    |

## Трансляція
Реліз першого сезону відбувся 30 серпня 2021 року на телеканалі 1+1. Фінал сезону відбувся 27 жовтня 2021 року.
Повторний показ першого сезону відбувся на телеканалі ТЕТ з 26 вересня по 6 жовтня 2022 року. Було показано 8 серій і трансляція була зупинена.
Повторний показ першого сезону з 2024 року транслювався на каналі 2+2.

## Інші версії
- Колумбія — Я — негарна Бетті (ісп. Yo soy Betty, la fea), 1999 — колумбійська теленовела виробництва компанії RCN Televisión. У головних ролях Ана Марія Ороско та Хорхе Енріке Абельйо.
- Мексика — Любов не така, якою її малюють (ісп. El amor no es como lo pintan), 2000 — мексиканська теленовела виробництва компанії TV Azteca. У головних ролях Ванесса Акоста та Ектор Соберон.
- Колумбія — Екомода (ісп. Ecomoda), 2001 — колумбійська теленовела виробництва компанії RCN Televisión. У головних ролях Ана Марія Ороско та Хорхе Енріке Абельйо.
- Колумбія — Бетті Тунс (ісп. Betty Toons), 2001 — колумбійський мультсеріал виробництва компанії RCN Televisión. У головних ролях Алехандра Ботеро.
- Португалія — Все для кохання (порт. Tudo por Amor), 2002 — португальська теленовела виробництва телеканалу TVI. У головних ролях Софія Дуарте Сілва, Діого Моргадо, Маркантоніо Дель Карло, Інес Кастель-Бранко та Аделаїда Феррейра.
- Індія — Немає нікого, як Джассі (гінді जस्सी जैसी कोई नहीं / Jassi Jaissi Koi Nahin), 2003 — індійська теленовела, створена компанією DJ's a Creative Unit для телеканалу Sony Entertainment Television. У головних ролях Мона Сінгх і Апурва Агніхотрі.
- Ізраїль — Потворний Есті (івр. אסתי המכוערת / Esti HaMekho'eret), 2004 — ізраїльська теленовела виробництва телеканалу Channel 2. У головних ролях Рікі Бліх.
- Туреччина — Це не буває без вас (тур. Sensiz Olmuyor), 2005 — турецька теленовела виробництва телеканалів Show TV і Kanal D. У головних ролях Озлем Конкер, Єліз Шар і Емре Алтуґ.
- Німеччина — Закоханий у Берлін (нім. Закоханий у Берлін), 2005 — німецька теленовела виробництва компаній Grundy UFA і Phoenix Film для телеканалу Sat.1. У головних ролях Олександра Нелдел, Матіс Кюнцлер, Тім Сандер і Лаура Оссвальд.
- Росія — Не народися вродливою (рос. Не родись красивой / Ne Rodis Krasivoy), 2005 — російська теленовела виробництва телеканалу СТС. У головній ролі Неллі Уварова.
- Мексика — Найкрасивіший потворний (ісп. La fea más bella), 2006 — мексиканська теленовела виробництва компанії Televisa. У головних ролях Анжеліка Вале і Хайме Каміль.
- Нідерланди — Лотта (нід. Lotte), 2006 — голландська теленовела, створена компанією Blue Circle для телеканалу Tien. У головних ролях Нінке Беекхейзен і Ларс Ооствен.
- Іспанія — Я Беа (ісп. Yo soy Bea), 2006 — іспанська теленовела, створена компанією Grundy Producciones для телеканалу Telecinco. У головних ролях Рут Нуньєс і Алехандро Тус.
- США — Не краса по-американськи (ісп. Ugly Betty), 2006-2010 — американський телесеріал виробництва ABC Studios для телеканалу ABC. У головних ролях Америка Феррера та Ерік Мабіус.
- Греція — Марія, потворна (грец. Μαρία η άσχημη / Maria, i Aschimi), 2007 —грецька теленовела виробництва Mega Channel. У головних ролях Аггелікі Даліані та Антімос Ананіадіс.
- Бельгія — Сара (нід. Sara), 2007 — бельгійська теленовела виробництва компанії Fremantle для телеканалу VTM. У головних ролях Верле Бетенс, Герт Вінкельманс, Курт Рогірс, Сандрін Андре та Лотте Піной.
- Хорватія,  Сербія — Не здавайся, Ніна (хорв. Ne daj se, Nina), 2007 — хорватсько-сербська теленовела, створена телеканалами Prva Srpska Televizija та RTL Televizija. У головних ролях Лана Гояк і Роберт Курбаша.
- В'єтнам — Погана дівчина (в'єт. Cô gái xấu xí), 2008, в'єтнамська теленовела виробництва телеканалу VTV3. У головних ролях Нгок Хіоп і Чі Бо.
- Чехія — Некрасива Катька (чеськ. Ošklivka Katka), 2008 — чеська теленовела виробництва телеканалу Prima. У головній ролі Катержина Янечкова.
- Філіппіни — Я люблю Бетті ла Феа (англ. I Love Betty La Fea), 2008 — філіппінська теленовела виробництва компанії ABS-CBN. У головних ролях Беа Алонзо та Джон Ллойд Круз.
- КНР — Потворна дівчина непереможна (кит.: 丑女无敌 / Chou nu wudi), 2008 — китайський телесеріал виробництва Hunan Television. У головній ролі Лі Сіньру.
- Польща — Потворний (пол. Brzydula), 2008 — польська теленовела виробництва телеканалу TVN. У головних ролях Юлія Камінська та Філіп Бобек.
- Бразилія — Бела, Потворна (порт. Bela, a Feia), 2009, — бразильська теленовела виробництва телеканалу Record. У головних ролях Жизель Ітьє та Бруно Феррарі.
- Грузія — Дівчина з передмістя (груз. გოგონა გარეუბნიდან / Gogona Gareubnidan), 2010 — грузинська теленовела, створена компанією Night Show Studio для телеканалу Imedi TV. У головній ролі Тіна Махарадзе.
- Малайзія — Місія Бетті (малай. Misi Betty), 2011 — малайзійська теленовела виробництва телеканалу TV9. У головній ролі Сіті Фазуріна.
- Еквадор — Вето, негарний (ісп. Veto al feo), 2013 — еквадорська теленовела виробництва телеканалу Ecuavisa. У головних ролях Ефраїн Руалес та Урсула Стренґе.
- Єгипет — Подарунок людини-ворона (араб. هبة رجل الغراب / Heba Regl El-Ghorab), 2014 — єгипетська теленовела виробництва компанії OSN. У головній ролі Емі Самір Ганем.
- Таїланд — Гидка качка (тай. ยัยเป็ดขี้เหร่ / англ. Ugly Betty Thailand), 2015 —  тайська теленовела, створена компанією Kantana Motion Pictures для телеканалу Thairath TV. У головних ролях Пратчаянан Суванмані та Васін Ацаванаруенат.
- США — Бетті в Нью-Йорку (ісп. Betty en NY), 2019 — американська теленовела виробництва телеканалу Telemundo. У головних ролях Еліфер Торрес та Ерік Еліас.
- Алжир — Тамуша (араб. طيموشة / Timoucha), 2020 — алжирська теленовела виробництва компанії ENTV. У головній ролі Міна Лахтер.
- ПАР — Наша Беттіна, (коса uBettina Wethu), 2021 — південноафриканська теленовела виробництва телеканалу SABC 1. У головній ролі Фарієда Меціленг.
- Колумбія — Бетті, потворна: Історія продовжується (ісп. Betty, la fea: la historia continúa), 2024 — колумбійський телесеріал, виробництва компанії RCN Televisión для потокової платформи Prime Video. У головних ролях Ана Марія Ороско та Хорхе Енріке Абельйо.